# Ōtomo no Kuronushi
Ōtomo no Kuronushi (大友黒主) foi um poeta japonês do Período Heian, membro do Clã Ōtomo,  um dos rokkasen , os "Seis gênios poéticos" descritos no Kokin Wakashū , uma antologia poética clássica.